# پساتولید

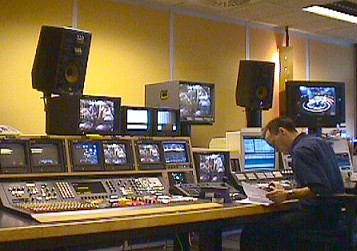
اتاق ویرایش ویدئویی.

پَس‌تولید یا پست پروداکشن (به انگلیسی: Post-production) به فیلم‌سازی و برنامه‌سازی رسانه‌ای به تمام مراحل تولید فیلم که پس از ضبط تصویر صحنه‌ها انجام می‌شود، گفته می شود که مهم ترین بخش آن تدوین یا همان مونتاژ است. معمولا یکی از سخت ترین مراحل پس تولید مراحلی است که باید فیلم با مقررات پخش کننده هماهنگی داشته باشد و فیلم طبق معیارها و استانداردهای پخش کننده باشد که معمولا شامل تلویزیون یا پلتفرم‌های اینترنتی و یا پرده ی سینما میشود

## بخش‌های مهمپس‌تولید
از بخش‌های مهم پس‌تولید می‌توان این موارد را نام برد:
- مونتاژ: ساختار دهی تصاویر تولید شده توسط تدوینگر و شکل گیری داستان (تدوین فیلم). که به طور کلی به تدوین تداومی و تدوین غیر تداومی تقسیم میشود.
- ویرایش تصویر فایل های تصویری.
- نوشتن و ضبط موسیقی متن.
- ویرایش و افزودن موسیقی متن و افکت های صوتی.
- افزودن جلوه‌های ویژه رایانه‌ای و غیره.
- اصلاح رنگ و نور.
- تیتراژ ابتدایی و انتهایی.
- انتقال فیلم بر روی ویدئو یا لوح فشرده.
- و سایر اعمالی که بسته به نوع فیلم ها، متفاوت خواهد بود.

مرحله تدوین مهم ترین بخش پس تولید است که تمام نواقص در طول مراحل پیش تولید و تولید، در آن برطرف می شود. به فیلم روح دمیده میشود و از تصاویر بی ربط، داستان استخراج میشود. به همین دلیل اصطلاحا تدوینگر را کارگردان دوم می نامند.
معمولاً پس‌تولید یک فیلم از فیلم‌برداری خود صحنه‌ها زمان بیشتری می‌برد و حتی ممکن است چندین ماه زمان ببرند.
امروزه با دیجیتال کردن اطلاعات تصویری فیلم، کنترل کامل بر اطلاعات فیلم امکان‌پذیر گردیده کنترل تا حدی که به فیلم‌ساز این امکان داده شده تا فیلم را در مرحله پس‌تولید چنان تغییر دهد تا کاملاً با تصوراتش سازگار شود.
در برخی از کشورها هنوز همه مراحل پس‌تولید فیلم به‌صورت آنالوگ و با تکنیک فتوشیمی انجام می‌گیرد.
در مورد رنگ و تصحیح آن در مرحله پس‌تولید باید دانست که کدام رنگ و چه دامنه کنتراستی قابلیت نمایش بر پرده سینما یا صفحه تلویزیون را دارند.